# Bharagonalia brooksi
Bharagonalia brooksi är en insektsart som beskrevs av Young 1986. Bharagonalia brooksi ingår i släktet Bharagonalia och familjen dvärgstritar. Inga underarter finns listade i Catalogue of Life.